# Momposina
Momposina fue una serie dramática inspirada básicamente en las composiciones del maestro José Barros, que involucra en el melodrama las imágenes disparatadas del realismo mágico, la memoria flexible de las leyendas, el humor negro y el aliento costumbrista del trópico Colombiano. Esta serie que se desarrolla inicialmente en 1919 cuenta la historia del profundo y eterno amor entre Rosa Lenoit “La Momposina” y Alejandro Molinares, así como el enfrentamiento, entre sus dos ciudades, Santa Cruz de Mompox  y Nuestra Señora de La Candelaria de El Banco o El Banco, ambas situadas a orillas del Río Magdalena. 

## Sinopsis
La trama desarrolla la historia de un amor imposible entre Rosa Lenoit llamada La Momposina (Carolina Sabino) y Alejandro Molinares apodado El banqueño (Juan Carlos Vargas), en dos épocas distintas. Una a principios de siglo cuando en El Banco aterriza el primer avión comercial llegado al país, se construye el primer dirigible, y se hizo la primera guerra; motivos suficientes para despertar recelo en sus vecinos, los Momposinos. La respuesta al orgullo de los Banqueños por parte de los habitantes de Mompox es mostrarles que ellos poseen en sus entrañas los ancestros de Simón Bolívar, luego de sus amoríos con Ana Lenoit.
La rivalidad surgida por alcanzar las delicias del progreso entre El Banco y Mompox se transmite a través de dos familias. Los Lenoit, tradicionalistas momposinos, y Los Molinares, considerados civilizados en 1919. El destino hace que se enamoren dos miembros de los núcleos familiares antagónicos, Rosa Lenoit y Alejandro Molinares. Ellos deben luchar contra las tentaciones y la oposición que hacen de su amor, sus propias familias y los habitantes de cada localidad. Al final, la felicidad les llega cuando ambos quedan atrapados para siempre en las playas de amor de Chimichagua. Aunque se aman con locura el destino les separará por medio de Coralina y el Patuleco. Solo después de 30 años se reencontrarán para saber que su amor sigue intacto... e imposible. 
La historia se basa en las composiciones y canciones del maestro José Barros, una rica veta que recrea situaciones y personajes como El patuleco, La llorona loca, Las pilanderas, entre otros, haciendo una versión libre en la que hay espacio para alusiones a Aureliano Buendía y al Libertador del universo macondiano del novel colombiano Gabriel García Márquez.

## Elenco
- Carolina Sabino - Rosa Lenoit (joven)-La Momposina
- Judy Henríquez - Rosa Lenoit (adulto)-La Momposina
- Juan Carlos Vargas - Alejandro Molinares (joven)
- Franky Linero - Alejandro Molinares (adulto) / El Galeno Molinares (papá de Alejandro)
- Isabella Santodomingo - Coralina
- Alberto Pujol - Capitán Peri El Patuleco
- Vicky Hernández
- Jairo Camargo
- Manuel Busquets
- Jennifer Steffens
- Nicolás Montero
- Edgardo Román
- Jorge Herrera
- Eloisa Maestre
- Yuldor Gutiérrez
- Consuelo Luzardo
- Oscar Borda

## Ficha técnica
- Historia Original - Bernardo Romero Pereiro / Daniel Samper Pizano.
- Guion - Bernardo Romero Pereiro.
- Basada en las canciones del Maestro Colombiano José Barros.
- Arreglos Musicales - Julio Reyes / Diego Vega.
- Intérprete - Edgar Amaya.
- Fotografía - Victor Castro.
- Producción Ejecutiva - Amparo de Gómez / Liz Yamayuza.
- Director Asistente - Miguel Varoni.
- Dirección General - Bernardo Romero Pereiro.
- Dirección de Arte - Victor Sánchez
- Ambientación - Carlos Riveros
- Cámara - Mario Castilla
- Cámara - Héctor Felacio